# Natação nos Jogos Pan-Americanos de 2023 - 800 m livre masculino
A competição de 800 m livre masculino da natação nos Jogos Pan-Americanos de 2023 foi disputada em 23 de outubro no Centro Acuático Estadio Nacional, em Santiago, no Chile. No total, competiram 22 atletas de 16 Comitês Olímpicos Nacionais (CON).

## Calendário
Horário local (UTC-4).
| Data          | Horário | Fase  |
| ------------- | ------- | ----- |
| 23 de outubro | 17:48   | Final |

## Medalhistas
| Ouro   | BRA Guilherme Costa |
| Prata  | VEN Alfonso Mestre  |
| Bronze | USA Will Gallant    |

## Recordes
Antes desta competição, os recordes mundiais e dos Jogos Pan-Americanos da prova eram os seguintes:
| Tipo                             | Atleta             | Tempo   | Local | Data                |
| -------------------------------- | ------------------ | ------- | ----- | ------------------- |
|                                  | CHN Zhang Lin      | 7m32s12 | Roma  | 29 de julho de 2009 |
| Recorde dos Jogos Pan-Americanos | USA Andrew Abruzzo | 7m54s70 | Lima  | 8 de agosto de 2019 |

O seguinte novo recorde foi estabelecido durante esta competição:
| Data                  | Prova | Atleta          | Nacionalidade | Tempo   | Recordes                         |
| --------------------- | ----- | --------------- | ------------- | ------- | -------------------------------- |
| 23 de outubro de 2023 | Final | Guilherme Costa | Brasil        | 7:53.01 | Recorde dos Jogos Pan-Americanos |

## Resultados

### Final
A final foi realizada em 23 de outubro.
| Pos. | Bateria | Raia | Atleta            | Nacionalidade      | Tempo   | Notas                            |
| ---- | ------- | ---- | ----------------- | ------------------ | ------- | -------------------------------- |
| 01 ! | 3       | 4    | Guilherme Costa   | BRA Brasil         | 7:53.01 | Recorde dos Jogos Pan-Americanos |
| 02 ! | 3       | 5    | Alfonso Mestre    | VEN Venezuela      | 7:54.46 |                                  |
| 03 ! | 3       | 3    | Will Gallant      | USA Estados Unidos | 7:58.96 |                                  |
| 4    | 3       | 6    | Thiago Maturana   | BRA Brasil         | 8:00.01 |                                  |
| 5    | 3       | 6    | Juan Morales      | COL Colômbia       | 8:05.49 |                                  |
| 6    | 3       | 1    | Alexander Axon    | CAN Canadá         | 8:09.35 |                                  |
| 7    | 2       | 4    | Dylan Porges      | MEX México         | 8:09.87 |                                  |
| 8    | 3       | 2    | James Plage       | USA Estados Unidos | 8:10.73 |                                  |
| 9    | 2       | 3    | Eduardo Cisternas | CHI Chile          | 8:11.13 |                                  |
| 10   | 2       | 5    | Ivo Cassini       | ARG Argentina      | 8:12.32 |                                  |
| 11   | 3       | 8    | Lucas Alba        | ARG Argentina      | 8:15.72 |                                  |
| 12   | 2       | 8    | Diego Dulieu      | HON Honduras       | 8:16.48 |                                  |
| 13   | 2       | 6    | Adam Wu           | CAN Canadá         | 8:18.09 |                                  |
| 14   | 2       | 2    | Sebastian Camacho | COL Colômbia       | 8:18.44 |                                  |
| 15   | 2       | 7    | José Cano         | MEX México         | 8:18.80 |                                  |
| 16   | 1       | 5    | Rodolfo Falcón    | CUB Cuba           | 8:19.66 |                                  |
| 17   | 1       | 4    | Christian Bayo    | PUR Porto Rico     | 8:20.52 |                                  |
| 18   | 2       | 1    | Rafael Ponce      | PER Peru           | 8:24.08 |                                  |
| 19   | 1       | 3    | Raekwon Noel      | GUY Guiana         | 8:34.68 |                                  |
| 20   | 1       | 6    | Alberto Vega      | CRC Costa Rica     | 8:37.10 |                                  |
| 21   | 1       | 2    | Diego Alvarado    | ESA El Salvador    | 9:01.73 |                                  |
| 22   | 1       | 7    | Jack Barr         | BAH Bahamas        | 9:03.54 |                                  |

Legenda
| Recorde mundial                  | Recorde mundial (World record)               |                       | Recorde africano                      | Recorde africano (African) |                                           | Q | Classificado por posição (Qualified) |
| Recorde dos Jogos Pan-Americanos | Recorde pan-americano (Pan-American record)  | Recorde da América    | Recorde da América (Americas)         | q                          | Classificado por melhor tempo (Qualified) |   |                                      |
| Melhor marca do ano              | Melhor marca do ano (World leading)          | Recorde asiático      | Recorde asiático (Asian)              | DNS                        | Não largou (Did not start)                |   |                                      |
| Recorde nacional                 | Recorde nacional (National record)           | Recorde europeu       | Recorde europeu (European)            | DNF                        | Não terminou (Did not finish)             |   |                                      |
| Recorde pessoal                  | Recorde pessoal do atleta (Personal best)    | Recorde da Oceania    | Recorde da Oceania (Oceania)          | DSQ / DQ                   | Desclassificado (Disqualified)            |   |                                      |
| Recorde da temporada             | Recorde da temporada do atleta (Season best) | Recorde sul-americano | Recorde sul-americano (South America) | NM                         | Sem marca (No mark)                       |   |                                      |